# Новосельский, Сергей Александрович
Сергей Александрович Новосельский (17 августа 1872, Петербург — 12 ноября 1953, Ленинград) — русский и советский статистик и демограф, исследователь в области демографической, санитарной статистики и социальной гигиены, доктор медицинских наук (1935), академик АМН СССР (1945).

## Биография
В 1895 году закончил Императорскую Военно-медицинскую академию.
В 1895—1900 годах служил ординатором в военном госпитале, специализировался по санитарной статистике. В 1900—1914 годах возглавлял санитарно-статистическую часть в Управлении главного врачебного инспектора, с 1907 года избран профессором санитарной и демографической статистики на Статистических курсах Центрального статистического комитета.
После Октябрьской революции С. А. Новосельский вошёл в руководящий состав Ленинградского статистического отдела, одновременно возглавил первую в СССР кафедру санитарной статистики в Ленинградском институте усовершенствования врачей. В 1930—1934 годах — старший демограф Ленинградского демографического института АН СССР. В 1934—1949 годах — руководитель статистического бюро кафедры организации здравоохранения Ленинградского педиатрического института.
Годы Великой Отечественной войны С. А. Новосельский провёл в блокадном Ленинграде, продолжая работу в Педиатрическом институте и в бюро санитарной статистики Ленинградского здравотдела.
В 1945 году ему было присвоено звание Заслуженного деятеля науки РСФСР, он был избран действительным членом Академии медицинских наук СССР.

## Награды
Был награждён орденом Трудового Красного Знамени и медалями.

## Научные труды
- «К статистике нервных заболеваний у солдат» (1897)
- «Больницы в России»
- «К статистике русских лечебных местностей» (курортное дело)
- «Средние и низшие медицинские школы в России»
- «Оспа и оспопрививание в России»
- «Численность врачей в России»
- «Водоснабжение в городах России»
- «Очерк статистики населения, заболеваемости и медицинской помощи в России»
- «Статистический материал по вопросу о высокой смертности в России» (1908)
- «Международная статистика туберкулеза и рака» (1908)
- «Очерки статистики самоубийств» (1910)
- «Статистический очерк дифтерии и результаты сывороточного лечения» (1912)
- «О смертности врачей в России» (1909 и 1910)
- «Смертность и семейное состояние населения Ленинграда»
- «К вопросу о понижении смертности и рождаемости в России» (1918)
- «Выживаемость допризывного возраста в России» (1915)
- «Смертность и продолжительность жизни в России» Архивная копия от 27 января 2017 на Wayback Machine — Петроград, 1916. — 208 с., работа была удостоена Ахматовской премии Российской Академии наук.
- «Обзор главнейших данных по демографии и санитарной статистике России» (1916)
- «Демография и статистика: Избранные произведения» — Москва, 1978. — 272 с.